# Villiersella
Villiersella is een geslacht van wantsen uit de familie van de Reduviidae (Roofwantsen). Het geslacht werd voor het eerst wetenschappelijk beschreven door Henri Schouteden in 1951.

## Soorten
Het genus bevat de volgende soorten:

- Villiersella agalma Elkins, 1956
- Villiersella inermis (Villiers, 1950)
- Villiersella longispinis Villiers, 1951
- Villiersella testacea Villiers, 1967